# Rage of Bahamut
Rage of Bahamut (神撃のバハムート Shingeki no Bahamūto?) es un juego digital de batallas de cartas coleccionables desarrollado por Cygames y publicado por DeNA. Fue un juego de cartas social lanzado en la red de juegos móviles de Mobage, en Japón en 2011 y en todo el mundo en 2012.

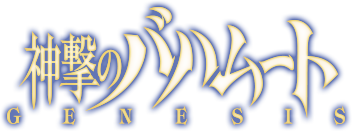
Logo de Rage of Bahamut con tipografía japonesa

El juego superó los tres millones de jugadores fuera de Japón el 7 de agosto de 2012. El juego tenía más de 10 millones de jugadores en todo el mundo en diciembre de 2012. Rage of Bahamut se lanzó en todo el mundo en febrero de 2012 y ocupó el primer puesto en la lista de juegos más rentables de Google Play durante más de 16 semanas a partir de abril. El juego tuvo unos ingresos mensuales de Plantilla:JPY (millones de dólares) en 2012. Encabezó la lista de juegos más vendidos de la App Store de EE. UU. el 12 de junio de 2012 y siguió siendo popular allí hasta que DeNA se retiró del mercado mundial/estadounidense en febrero de 2016, cerrando los servidores de la versión en inglés.
El Rage of Bahamut original (Shingeki no Bahamut) es un juego de aventuras de fantasía en el que los jugadores recorren el mundo sacando poderes de las cartas. Tras elegir entre cartas de "Hombre", "Dioses" o "Demonios", los jugadores se construyen y fortalecen a sí mismos y a sus equipos recogiendo, sintetizando y evolucionando una variedad de cartas únicas.
Las cartas se utilizan entonces en diversas actividades orientadas al equipo, como las "Guerras Santas" de orden contra orden o los eventos de orden contra juego, como el Dragons Awakening o Hermit in the Hood.
Se han adaptado tres series de anime del juego, Rage of Bahamut: Genesis, Rage of Bahamut: Virgin Soul y Manaria Friends.

## Guerras Santas (ahora llamado Embate)
Las Guerras Santas son periodos de una duración media de cinco días en los que grupos de jugadores (órdenes) trabajan para intentar derrotar a los demás. Cada ataque exitoso y la derrota de un jugador contrario ganan puntos para el jugador y la orden, además de añadir un "eslabón" a la cadena de ataque. La orden que tenga más puntos al final de un periodo de batalla gana. Los periodos de batalla suelen durar entre 90 y 120 minutos [60 minutos en la versión estadounidense]. Durante las batallas, los miembros de la orden suelen utilizar "Pólvora Sagrada" para alimentar sus ataques y crear cadenas de ataque que multiplican aún más los "Puntos de Guerra Sagrada". Los ataques jugador contra jugador (PVP) y los ataques a los muros/castillos dan también puntos de "Poder de Hechizo" que se utilizan para aumentar el ataque, la defensa y los puntos de guerra santa de toda la orden o de un miembro específico. El 24 de junio de 2014, las Guerras Santas se suspendieron para mejorar otros factores del juego. Debido a esto, todas las cartas anteriores con habilidades para las Guerras Santas se convertirán en habilidades de Aplastadores de Castillos. Cuando se reanuden las Guerras Santas, las habilidades se revertirán. Actualmente, las Guerras Santas están suspendidas para otros eventos.

## Guerras Santas (Embate) Habilidades de Posición
Cada posición diferente dentro de la orden tiene una habilidad de poder de hechizo especializada única para esa posición. La habilidad de posición del líder de la orden se llama "Shingeki" y cuando se activa aumenta el ataque y los puntos de guerra santa de cada miembro de la orden durante un periodo de diez minutos. La habilidad de posición del vice líder se llama "Braveheart" y cuando se activa aumenta el ataque de los miembros de la orden, la defensa, los puntos de guerra santa ganados, y no permite a los oponentes usar "ataques de fuerza total". El vice líder y el líder de la orden no pueden activar sus habilidades de posición al mismo tiempo. La habilidad de posición para los líderes de la defensa se llama "Falange" y hace que el líder de la defensa sea el único al que los oponentes pueden atacar, y aumenta su defensa al mismo tiempo que asegura que los ataques de menos de 50 de poder de ataque no disminuirán su poder de defensa. Dura seis minutos. La habilidad de posición del líder de ataque se llama "Grito de guerra" y disminuye las defensas de los oponentes en un porcentaje significativo, pero sólo dura una batalla. La habilidad de posición del líder de apoyo se llama "Boost" y recupera el poder de ataque y defensa de otro miembro, o proporciona un impulso defensivo a un jugador. Por último, las posiciones regulares de los miembros pueden "Gritar" a otros miembros para restaurar el poder de ataque y el poder de hechizo.

## Eventos
Los eventos se crean entre las Guerras Santas. Los eventos aleatorios suelen hacer que los jugadores participen en misiones para "descubrir" a los jefes de las incursiones y derrotarlos para ganar premios. Es necesario derrotar a los jefes de incursión de primer nivel antes de poder "descubrir" a los de segundo nivel, que son más grandes y suelen ser tres. Los jefes de incursión ganan continuamente niveles, puntos de ataque y de salud a medida que son derrotados y sus recompensas se multiplican junto con la dificultad de la derrota y el tiempo que se les da para derrotarlos. Los jefes de incursión de primer nivel sólo permitirán el ataque principal y que los que pidan ayuda cooperen para derribarlos. Los jefes de incursión de segundo nivel permiten que todos los atacantes soliciten ayuda a los demás, aunque hasta una cantidad determinada, que suele ser de 100 a 200 jugadores. Los eventos se diferencian de las Guerras Santas y de las misiones de larga duración en que los jugadores pueden utilizar diez mazos de cartas en lugar de los cinco estándar, y hay "cartas de evento" específicas cuyas habilidades aumentan el daño a los jefes de incursión en los eventos.

## Moneda de juego
La moneda del juego de Rage of Bahamut se llama "Moba Coin" [o RageMedals en iOS para la versión World/US]. Las Moba Coin pueden comprarse con dinero real y utilizarse para adquirir paquetes de cartas, polvos sagrados, aguas curativas y círculos mágicos. Los jugadores del juego tienen en gran estima los polvos sagrados y los utilizan para comprar cartas en la casa de subastas "Bazar", intercambiarlos por otros objetos o utilizarlos en las Guerras Sagradas/eventos para obtener un mayor rango y recompensa.

## Robo
Inicialmente, Rage of Bahamut no tenía restricciones en cuanto a lo que se podía intercambiar con otros jugadores, en cuanto a la rapidez con la que se podía intercambiar después de adquirirlo, y en cuanto a la cantidad de perfiles alternativos que se podían crear para aumentar la capacidad de los jugadores de crear fuertes mazos de cartas. No existía un sistema de bazar, por lo que los jugadores debían depender de otros para obtener sus cartas y objetos. Pero se produjo una plaga masiva de hackeo de cuentas y tras ella [se cerraron todos los eventos, las compras dentro del juego y las capacidades de comercio durante 3 semanas, lo que provocó la inquietud de muchos jugadores]. Rage of Bahamut no permitió los intercambios [para nuevos jugadores, entre compañeros recién formados o nuevos miembros de una orden] durante dos semanas y estableció un sistema de casa de subastas para sustituir el requisito de intercambios entre jugadores. También implementó una forma más segura de garantizar que las cuentas estén a salvo de intentos de pirateo.

## Versión japonesa
En Japón, el Rage of Bahamut original se ofrece como un juego de navegador basado en HTML en la red nacional de Mobage, operada por DeNA Co. En la red mundial de Mobage, Rage of Bahamut se ofrece como aplicación para smartphones, tanto para usuarios de Android como de iOS.

## Versión inglesa
El juego en inglés se cerró el 29 de febrero de 2016.